# Henrique de Curitiba
Zbigniew Henrique Morozowicz (* 29. August 1934 in Curitiba, Paraná; † 18. Februar 2008 ebenda), bekannt als Henrique de Curitiba, war ein brasilianischer Komponist polnischer Abstammung. Den Künstlernamen Henrique de Curitiba wählte er, um in Brasilien und im Ausland unter einem einfacher auszusprechenden und geläufigeren Namen bekannt zu werden.
Morozowicz wurde als Sohn von Nachfahren polnischer Emigranten, die 1873 nach Curitiba kamen, dort geboren; sein Vater war Tänzer und Choreograf und machte sich einen Namen an der Scala in Mailand; seine Mutter war eine passable Pianistin, wodurch sein musikalisches Interesse geweckt und gefördert wurde. Er machte 1953 seinen Abschluss an der städtischen Musik- und Kunstschule und arbeitete nebenbei als Organist bei der Kathedrale von Curitiba. Morowicz trat danach in die Escola Livre de Música in São Paulo ein, um sein Studium in Klavier bei Henry Jolles und in Komposition bei H. J. Koellreuter zu vertiefen. 1960 belegte er erweiternde Kurse in Polen.
1981 erhielt Morowicz den „Master's Degree“ (Meistergrad) der Cornell University des Ithaca College in New York, unter Führung des US-amerikanischen Komponisten Karel Husa, und wurde unter seinem Pseudonym Henrique de Curitiba zu einem international renommierten Komponisten.
Morozowicz hat mehr als 150 Werke geschrieben, darunter viele Stücke für Choralmusik.